# Sture (prénom)
Pour les articles homonymes, voir Sture.
Sture est un prénom masculin scandinave dérivé probablement du vieux norrois stúra « têtu, obstiné » (proche de l'adjectif suédois sturig signifiant « rebelle, obstiné »). Le prénom fut très populaire en Suède entre les années 1920 et 1940. Il est à l'origine du patronyme suédois Sturesson signifiant « Fils de Sture ».
Il est célébré le 13 septembre (et le 14 décembre de 1986 à 1992) dans le calendrier suédois.

## Personnalités ayant pour prénom Sture
- Sture Allén, ancien professeur de linguistique informatique à l'Université de Göteborg, secrétaire perpétuel de l'Académie suédoise entre 1986 et 1999.
- Sture Collin, sculpteur suédois.
- Sture Dahlström, écrivain et musicien de jazz suédois.
- Sture Ericson, acteur.
- Sture Petterson, cycliste.
- Sture Lagerwall, acteur
- Sture Linnér, historien.
- Sture Nottorp, pilote de rallyes suédois.
- Sture Petrén, avocat et diplomate suédois.
- Sture Sivertsen, skieur de fond norvégien.

## Sources
- (sv) Cet article est partiellement ou en totalité issu de l’article de Wikipédia en suédois intitulé « Sture (förnamn) » (voir la liste des auteurs).